# Абрамов Костянтин Сергійович
Костянтин Сергійович Абрамов (рос. Константин Сергеевич Абрамов; 8 вересня 1981, м. Іжевськ, СРСР) — російський хокеїст, нападник.  
Вихованець хокейної школи «Металург» (Магнітогорськ). Виступав за «Іжсталь» (Іжевськ), «Мечел» (Челябінськ), ХК «Брест», «Аріада-Акпарс» (Волжськ), «Супутник» (Нижній Тагіл), «Газовик» (Тюмень), «Чебоксари», «Прогрес» Глазов.
В чемпіонаті Росії провів 681 матч (120+146), у чемпіонаті і кубку Білорусі — 14 (7+6).
Батько Сергій Абрамов — найрезультативніший гравець «Іжсталі» в чемпіонаті СРСР.